# Калиновский (Дмитровский район)
Кали́новский — упразднённый посёлок, существовавший на территории Дмитровского района Орловской области до 1976 года. Входил в состав Домаховского сельсовета.

## География
Располагался в 14 к юго-западу от Дмитровска, недалеко от границы с Берёзовским сельсоветом. К югу от места, где располагался посёлок, проходит старая дорога из Дмитровска в Комаричи. Сейчас на месте бывшего посёлка расположена роща, излюбленная грибниками.

## Этимология
Получил название по фамилии первой семьи, поселившейся на новом месте. Фамилия Калиновы была достаточно распространённой в соседнем селе Домаха.

## История
Возник в ходе Столыпинской аграрной реформы 1906—1911 годов. Первыми жителями посёлка были, в основном, переселенцы из соседних сёл Малого Кричина и Домахи. Среди первопоселенцев был крестьяне Яков Сергеевич Минаков с супругой Анастасией Григорьевной, а также Игнатушин, у которого были 3 земельных участка земли вокруг села Домаха, крупорушка, мельница и 4 сына, которых он сумел откупить от армии. Кроме того, у Игнатушина работали пленённые во время Первой Мировой войны австрийские солдаты. До и после Октябрьской революции 1917 года в посёлке действовала больница с врачом Анной Яковлевной Работской. В 1926 году в посёлке было 12 дворов, проживал 71 человек (36 мужского пола и 35 женского). В то время Калиновский входил в состав Домаховского сельсовета Круглинской волости Дмитровского уезда. В 1937 году в посёлке было 19 дворов.
С приходом немцев в октябре 1941 года из Калиновского народ разбежался. Освобождён в августе 1943 года. Захоронение солдат, погибших в боях за освобождение посёлка, после войны было перенесено в общую братскую могилу села Большое Кричино. Одноэтажное здание больницы из красного кирпича длиною 20 и шириною 10 метров, с деревянными полами, крышей, крытой под железо, пережившее оккупацию, было растащено людьми, жившими в землянках и погребах в 1943—1946 годах. Врач Работская переехала в Дмитровск. В послевоенные годы крестьянские хозяйства посёлка входили в состав колхоза имени Молотова, куда также входили село Малое Кричино, деревня Кавелино, посёлки Михайловский и Южный. В 1956 году колхоз имени Молотова был присоединён к колхозу «Сталинский путь» (центр в селе Домаха), впоследствии переименованному в «Ленинское знамя». Посёлок Калиновский был упразднён 7 мая 1976 года.

## Население
| 71 |